# 위너스 (기업)
주식회사 위너스(영어: Winners)는 위너스지주 산하의 배선기구 기업으로, 본사는 경기도 남양주시 진접읍 진벌로223번길 53에 있다.

## 역사
1996년 일신기전을 설립하였다가 IMF 시기에 부도가 난 후 2004년 일신기전의 브랜드였던 위너스로 다시 설립하였다.

## 주주
최대 주주는 위너스지주 유한회사(100%)로 TS인베스트먼트와 IBK기업은행이 공동 운용하는 IBK-TS 엑시트 제2호가 유한회사 지분의 70%, 김창성 위너스 대표와 김군성 전무가 각각 28%, 2%를 보유하고 있다.